# Toini-Inkeri Kaukonen
Toini-Inkeri Kaukonen, född Niemimaa 14 juli 1913 i Tammerfors, död 17 juli 1994, var en finländsk etnolog och textilforskare.
Kaukonen blev student 1933, filosofie kandidat 1938, filosofie licentiat 1946, filosofie doktor 1950 och var docent i etnologi vid Helsingfors universitet 1963–1980. Hon var bland annat verksam vid Museiverket 1972–1975, avdelningschef vid Finlands nationalmuseum 1976–1978 och verksam inom hemslöjden. Hon tilldelades kansliråds titel 1973 och professors titel 1983.